# Nguyễn Danh Đới
Nguyễn Danh Đới (1905-1943) là nhà cách mạng Việt nam, Đảng viên Đảng Cộng sản Việt nam, Tỉnh ủy viên Tỉnh ủy Thái Bình.
Ông quê xã Vũ Trung, huyện Kiến Xương, tỉnh Thái Bình. Từng học ở trường Thành chung Nam Định.
Mùa hè năm 1926, sang Quảng Châu dự lớp huấn luyện cách mạng. Cuối năm 1926, về Hà Nội hoạt động trong Kỳ bộ Thanh niên Bắc Kỳ, rồi được cử làm Bí thư Kỳ bộ, kiêm Bí thư Tỉnh bộ Thanh niên Hà Nội.
Tháng 3-1929, bị địch bắt tại quê, bị xử tù 5 năm, đày ra Côn Đảo. Tại đây, ông được tiếp xúc với các đồng chí Lê Duẩn, Phạm Văn Đồng, Nguyễn Văn Cừ, Hà Huy Giáp, Bùi Lâm.
Cuối năm 1932, ông trở về Thái Bình, tham gia Tỉnh ủy.
Thời kỳ Mặt trận Dân chủ, Nguyễn Danh Đới tích cực hoạt động trên nhiều lĩnh vực. Tên ông xuất hiện nhiều trên các tờ báo xuất bản ở Hà Nội và Thái Bình. Trong cuộc vận động bầu cử Viện Dân biểu Bắc Kỳ năm 1938, Nguyễn Danh Đới, Nguyễn Văn Năng, Bùi Đăng Chi, Trần Cung... đều ở trong ban lãnh đạo đấu tranh.
Tháng 7-1940, Nguyễn Danh Đới lại bị bắt đưa đi căng Bắc Mê (Hà Giang), rồi các nhà lao Phú Thọ, Thái Nguyên. Kẻ thù hèn hạ đã tiêm thuốc độc làm cho ông trở thành phế nhân và chết dần trong lao tù.
Con trai thứ hai của ông là cố Nghệ sĩ nhân dân Trung Kiên, cựu Thứ trưởng Bộ Văn hóa Thông tin.
Tại phường Trần Lãm, TP Thái Bình có tên đường Nguyễn Danh Đới.